# Youngtown, Arizona
Youngtown je gradić u američkoj saveznoj državi Arizona. Prema popisu stanovništva iz 2010. u njemu je živjelo 6,156 stanovnika.